# Burgstall Burk
Der Burgstall Burk liegt am Rand des Seeger Ortsteils Burk im Landkreis Ostallgäu in Schwaben. Der ehemalige Adelssitz gilt als eines der anschaulichsten Beispiele einer hochmittelalterlichen Turmhügelburg (Motte) Bayerns.

## Geschichte

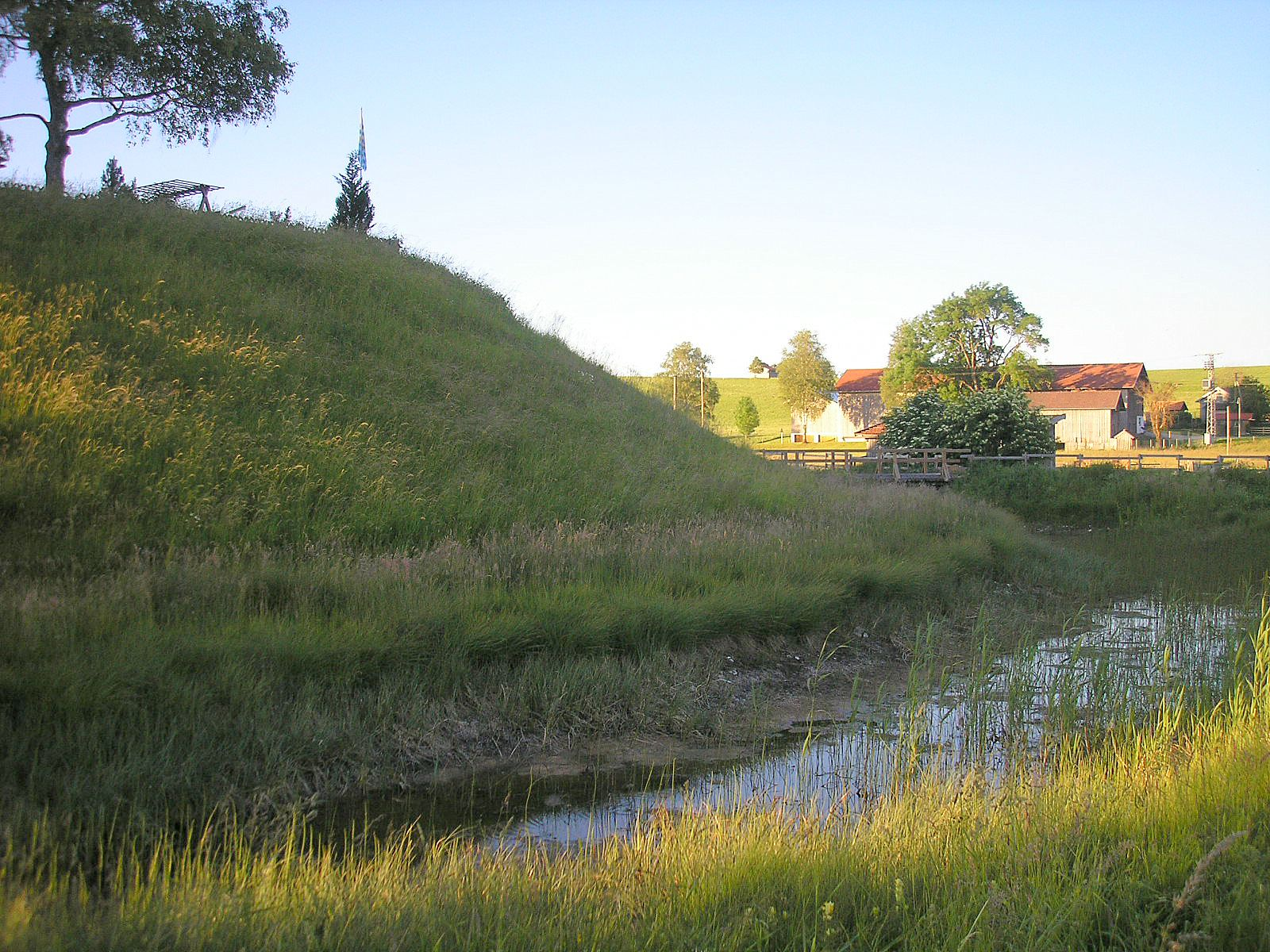
Blick in den rekonstruierten Ringgraben

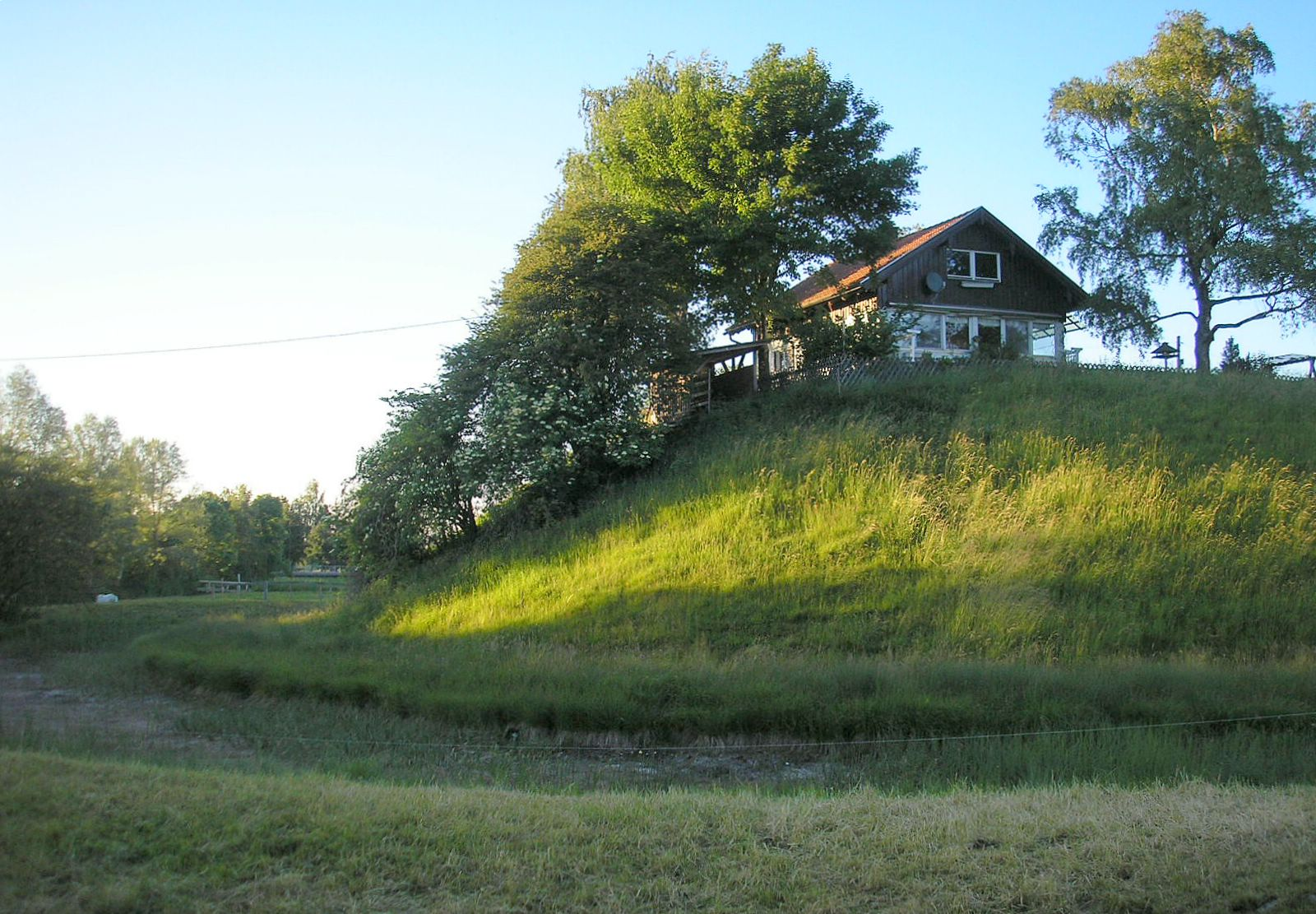
Die Kernburg von Südwesten

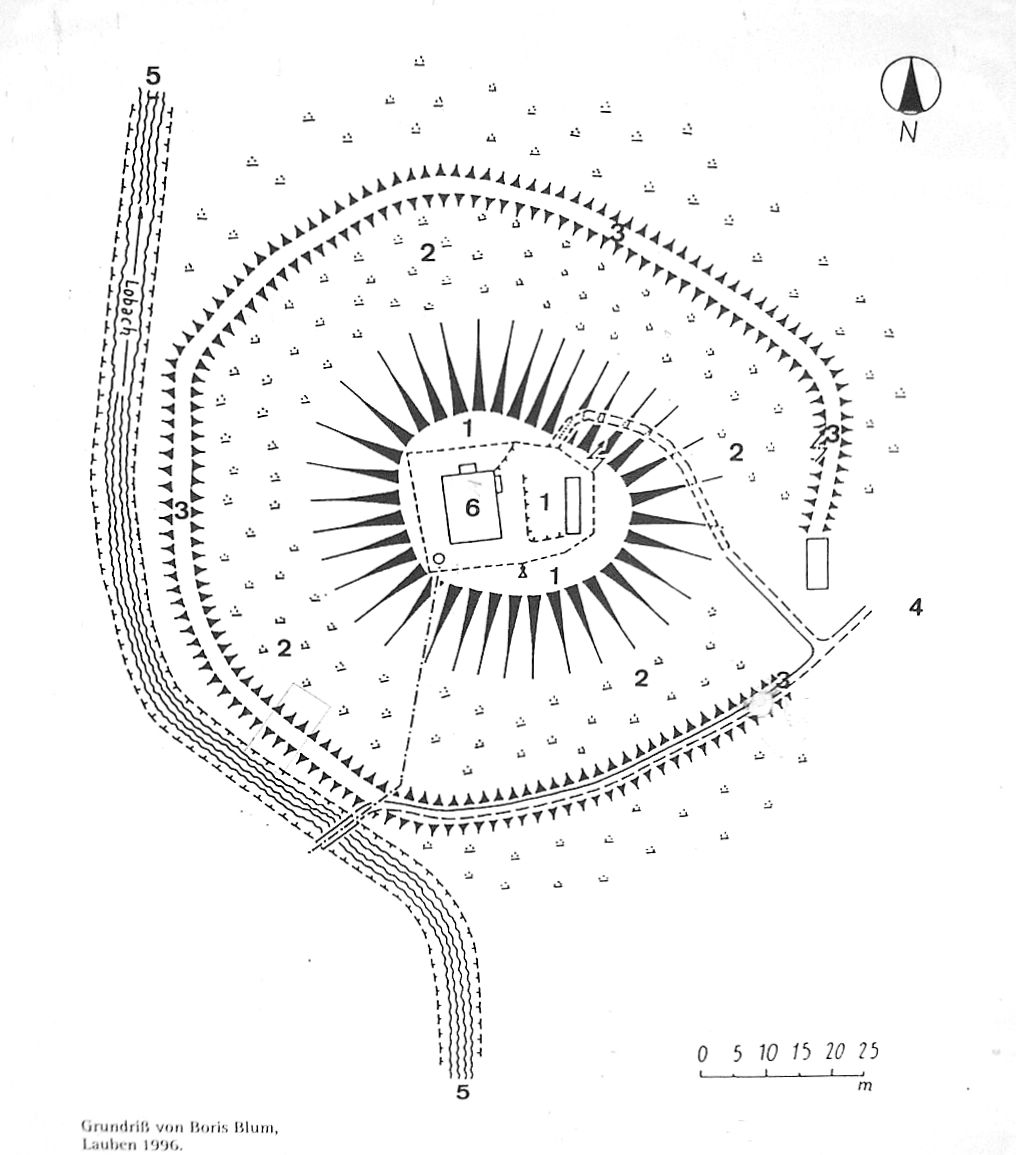
Geländeplan auf der Infotafel der "Burgenregion Ostallgäu-Außerfern"

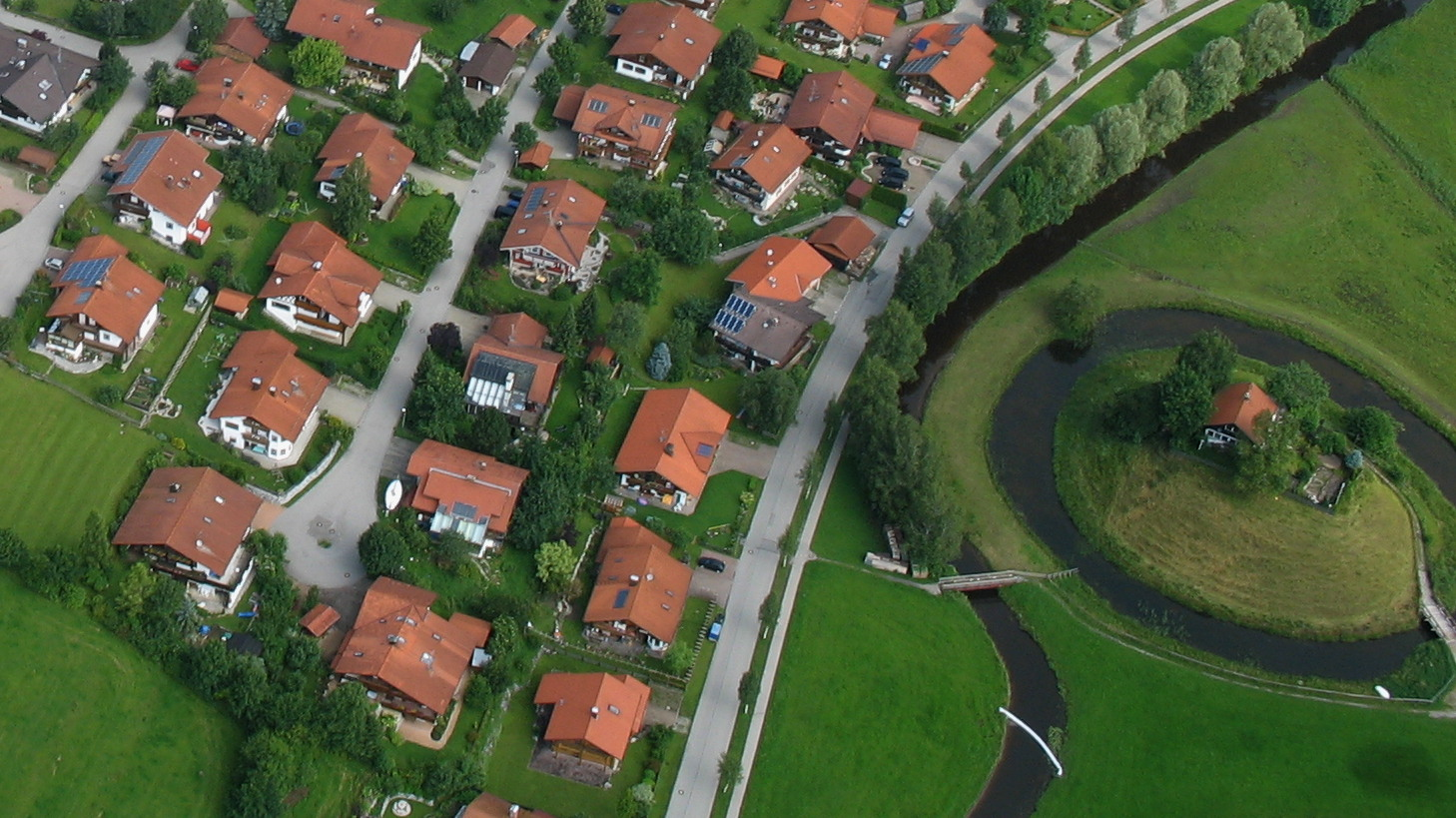
Burgstall Burk, Luftaufnahme

Die abgegangene Niederungsburg in der sumpfigen Ebene an der Lobach wurde wohl im 12. Jahrhundert als Sitz eines welfischen Dienstmannengeschlechtes errichtet. Zwischen 1138 und 1147 erscheint ein Suuiker de Seeka als Zeuge im Traditionsbuch des Klosters Weihenstephan bei Freising. Wenig später werden sein Bruder Gerboldus de Seeke und dessen Sohn Adalgoz mehrmals urkundlich fassbar.
Die Niederadelsfamilie war neben den Welfen auch dem Hochstift Augsburg verpflichtet. Als repräsentativer Ansitz der Herren von Seeg entstand eine Motte („Turmhügelburg“) mit einer geräumigen Vorburg. Dieser Burgtyp gilt als klassisches Statussymbol des zahlreichen Dienstmannengeschlechter des Hochmittelalters. In ganz Europa lassen sich noch hunderte ähnlicher Burganlagen im Gelände nachweisen. Solche Holz-Erde Burgen konnten relativ rasch und kostengünstig erstellt werden und wurden oft bereits nach wenigen Jahrzehnten wieder aufgegeben oder überbaut. 
Auch die Burg bei Seeg wurde wohl bereits am Ende des Hochmittelalters verlassen. Der 1494–1514 nachweisbare Füssener Ratsherr Andreas von Seeg wohnte sicherlich nicht mehr auf dem Erdhügel über der Lobach.

## Beschreibung
Der noch etwa 8,5 Meter hohe Erdkegel der Kernburg wird von einem Ringgraben umlaufen. Der später verfüllte Graben wurde nach 2000 durch die Gemeinde wieder teilweise ausgehoben und geflutet. Vor dem Graben ist noch ein flacher, bis zu eineinhalb Metern hoher Wall oder Damm zu erkennen, der wohl ehemals eine Palisadenreihe oder einen Flechtwerkzaun trug. 
Das ebene Gipfelplateau mit seinem Durchmesser von ungefähr 25 Metern wurde nach dem Zweiten Weltkrieg mit einem stattlichen Wochenendhaus bebaut. Ursprünglich stand hier ein hölzerner Turm oder ein Wohngebäude. Später ersetzte man dieses Bauwerk durch einen teilweise steinernen Neubau. Auf statischen Gründen dürfte nur das Erdgeschoss massiv ausgeführt gewesen sein. Die Zangenlöcher und Sägespuren auf einigen um 1900 aufgefundenen Tuffsteinquadern belegen, dass dieser Neubau nicht vor das frühe 13. Jahrhundert zu datieren ist. Die damaligen Ausgrabungen wurden unsachgemäß durchgeführt und sind schlecht dokumentiert. Damals und während einer erneuten Untersuchung von 1932 fand man auch einige Artefakte wie einen Truhenschlüssel, Becherkacheln und ein Brakteat. Diese Funde werden in das 13. Jahrhundert datiert.
Die Vorburg lag leicht erhöht südöstlich der Kernburg. Im Gelände sind hier, bedingt durch die landwirtschaftliche Nutzung des Areals, nur noch geringe Spuren sichtbar. Auf Luftbildaufnahmen erkennt man die ehemalige Gesamtausdehnung gut an den unterschiedlichen Bodenfärbungen. Die umlaufenden Gräben beider Burgteile wurden von der Lobach, einem Nebenfluss der Wertach, gespeist. Das sumpfige Gelände bot zusätzlich Schutz vor Überraschungsangriffen. 
Das Bayerische Landesamt für Denkmalpflege verzeichnet das Bodendenkmal als mittelalterlichen Turmhügel unter der Denkmalnummer D-7-8329-0004.
Der Burgstall wurde vor der Jahrtausendwende in die Burgenregion Ostallgäu-Außerfern einbezogen und mit einer Informationstafel vor dem Bodendenkmal ausgestattet. Ab 2004 fasste man 38 Burg- und Schlossanlagen im Allgäu zur Burgenregion Allgäu zusammen.
Der Turmhügel kann nur von außen besichtigt werden, da das Plateau nicht öffentlich zugänglich ist.